# Jorge Alberto Lopez-Orozco
Jorge Alberto Lopez-Orozco (22 de abril de 1976 no México), um dos maiores traficantes da América, foi um dos maiores procurados pela polícia federal dos Estados Unidos da América, o FBI.
Em 17 de março de 2005, ele se tornou o 480º fugitivo listado pelo FBI na lista FBI Ten Most Wanted Fugitives. O FBI oferecia um milhão de dólares para quem desse pistas que levassem a ele. Ele foi preso em 7 de outubro de 2009 no México.